# Le Héros de la rue
Pour plus de détails, voir Fiche technique et Distribution.
Le Héros de la rue (titre original : L'eroe della strada) est un film italien réalisé par Carlo Borghesio, sorti en 1948.

## Fiche technique
- Titre original : L'eroe della strada
- Réalisation : Carlo Borghesio
- Scénario : Carlo Borghesio, Mario Amendola, Leonardo Benvenuti, Steno, Mario Monicelli
- Photographie : Renato Del Frate
- Montage : Rolando Benedetti
- Musique : Nino Rota
- Producteur : Luigi Rovere
- Production : Lux Film
- Pays d'origine :  Italie
- Langue : Italien
- Lieu de tournage : Turin
- Format : * Format : Noir et blanc — 35 mm — 1,37:1 — Son : Mono
- Genre : Comédie
- Durée : 86 minutes (1 h 26)
- Dates de sortie : 
  -  Italie : 18 septembre 1948

## Distribution
- Erminio Macario : Felice Manetti
- Carlo Ninchi : Gaetano
- Delia Scala : Giulietta
- Folco Lulli : Operaio turbulento
- Piero Lulli : Paolo
- Monica Egg : Moglie
- Cesare Costarelli
- Carlo Rizzo  : L'agitateur politique
- Arnoldo Foà